# Раскраска (авиация)
Раскраска — цветовая схема покраски воздушных судов, призванная выделить гражданское судно, сделать военный самолёт менее заметным, прорекламировать авиакомпанию-оператора, чемпионаты, выставки, общественные и культурные события. В зависимости от целей раскраска самолёта может принимать различные цветовые и геометрические формы. Иногда самолёт может перекрашиваться на короткое время в ознаменование памятной даты, праздника или личных предпочтений владельца.

## Временные схемы

### Юбилейные и ретро
Юбилейные раскраски, как правило, применяются лишь к одному или нескольким (немногочисленным) самолётам, чтобы привлечь внимание к памятной дате в истории авиакомпании. В 2010 году один из новых Boeing 747-400 авиакомпании Lufthansa был перекрашен в особую схему, чтобы отметить 50-летие сотрудничества Lufthansa и Boeing. В 2013 году авиакомпания Аэрофлот, отмечавшая 90-летие, заказала особую раскраску одного из Sukhoi Superjet.

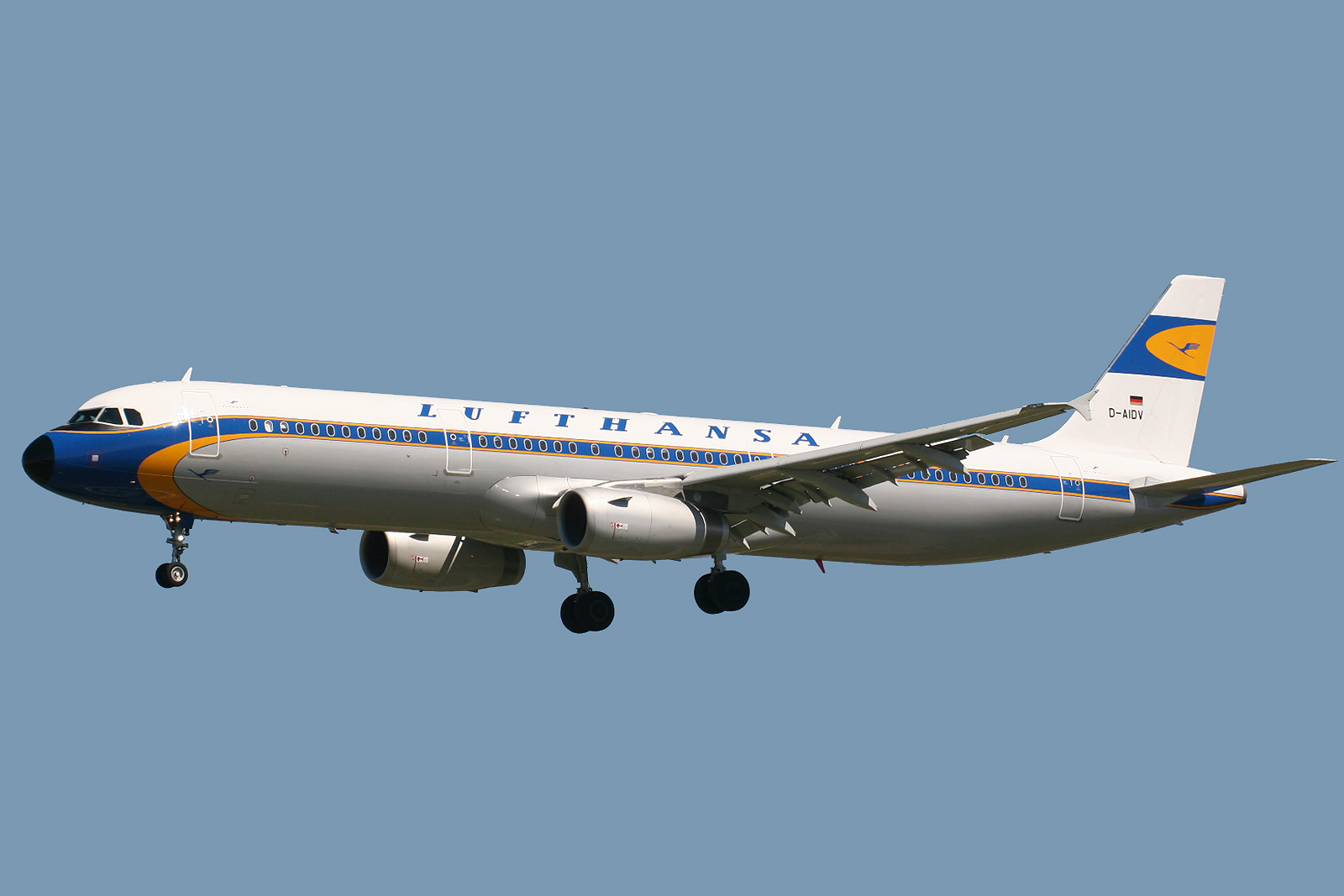
Airbus A321 в ретро-раскраске Lufthansa

Иногда авиакомпании в ходе празднования юбилея основания используют ретро-ливреи самолётов. Так, в 2011 году авиакомпания Air France, празднуя 75-летие, покрасила один из своих Airbus A320 в цвета, которые использовала в 1940-х годах. Lufthansa в 2013 году в рамках празднования 50-летия компании перекрасила несколько самолётов Airbus A321 в цвета, которые она использовала в начале своего существования.

### Спорт
Некоторые авиакомпании создают специальные схемы раскраски, чтобы отметить свою поддержку спортивных команд или соревнований. Так, авиакомпания Air New Zealand перекрасила часть своих самолётов в чёрный цвет, поскольку является спонсором национальной регбийной команды All Blacks. Авиакомпания Etihad разместила на одном из своих Airbus A340 цветовую схему, популяризирующую Гран-при Абу-Даби.

## Постоянные схемы

### Полосы, хвосты и носы
Такая раскраска позволяет зрительно изменить форму самолёта. В последние годы получила особое распространение раскраска самолётов с широкой полосой, покрывающей весь вертикальный стабилизатор и спускающейся на фюзеляж. Наиболее яркими примерами являются самолёты авиакомпаний UPS Airlines и Qantas. Отличительным признаком авиакомпании Singapore Airlines (помимо прочих) является горизонтальная полоса вдоль всего фюзеляжа. Некоторые авиакомпании (напр., Southwest Airlines) используют сочетание нескольких цветовых полос. Несколько полос в синих тонах ранее использовались в Когалымавиа. У некоторых авиакомпаний, например, Emirates и Ethiopian Airlines, полосы на хвосте имеют цвета национального флага. Авиакомпания Norwegian Air Shuttle много лет использует характерную раскраску с белым фюзеляжем и ярко-красным носом.

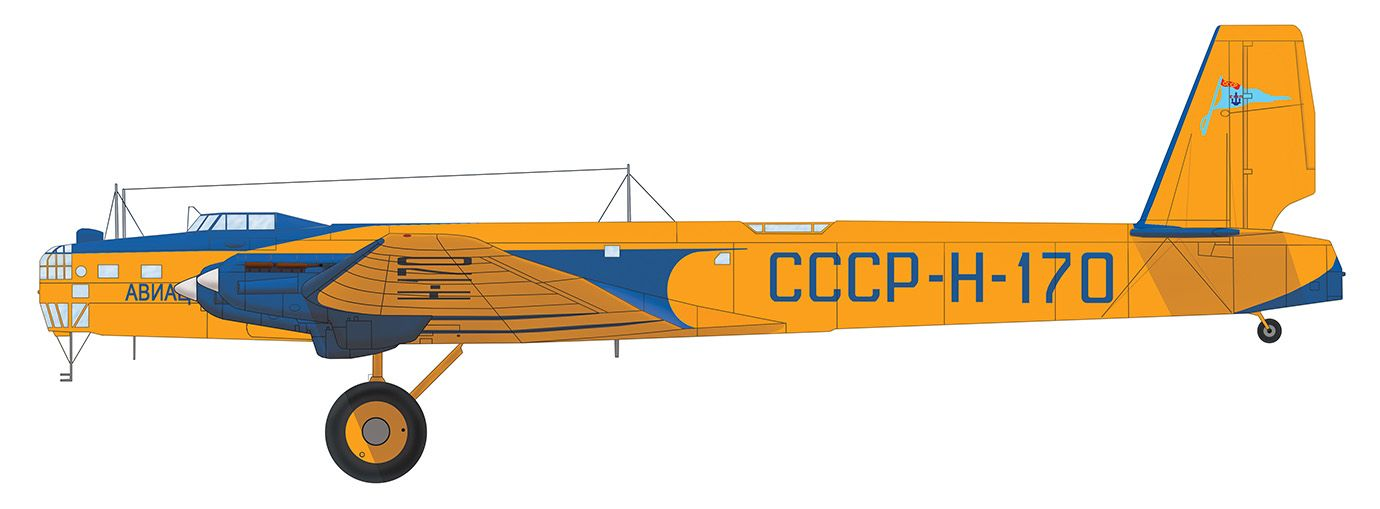
Самолёт Управления полярной авиации Главсевморпути в типовой раскраске 1930—1940-х годов
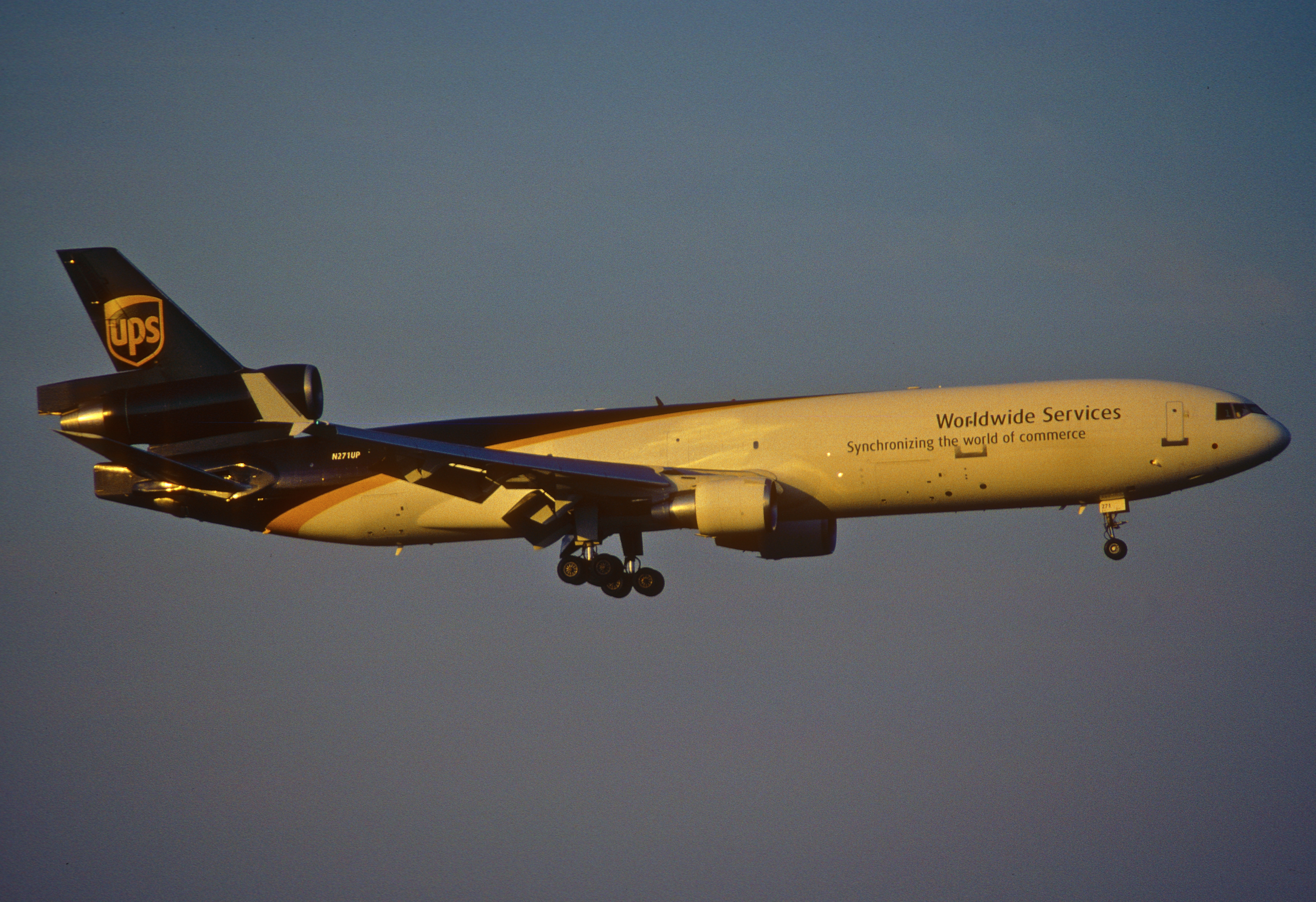
Самолёт UPS Airlines
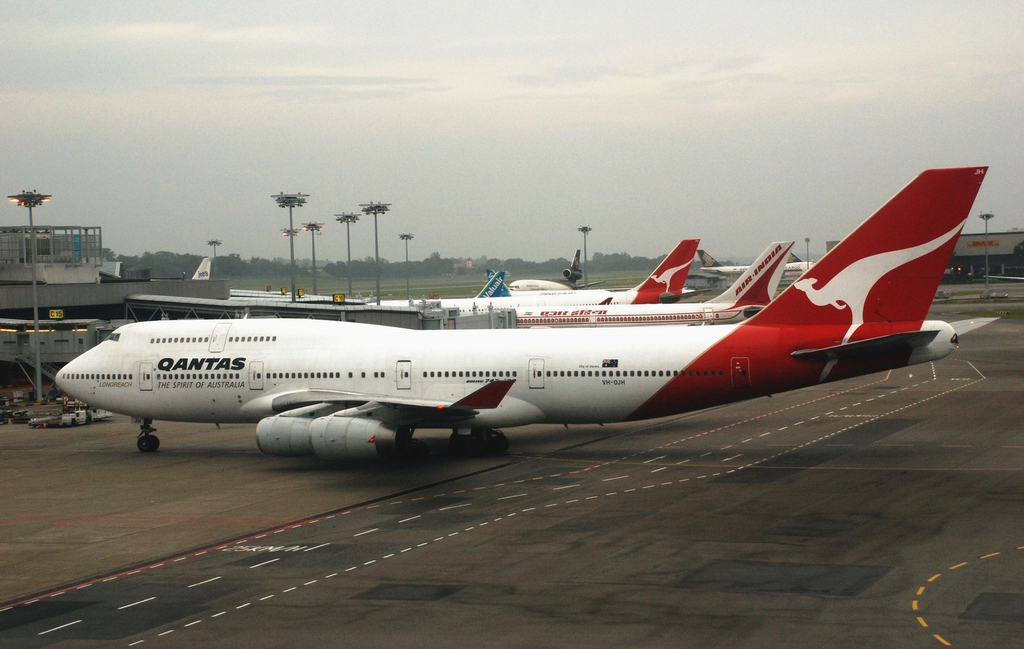
Самолёт авиакомпании Qantas
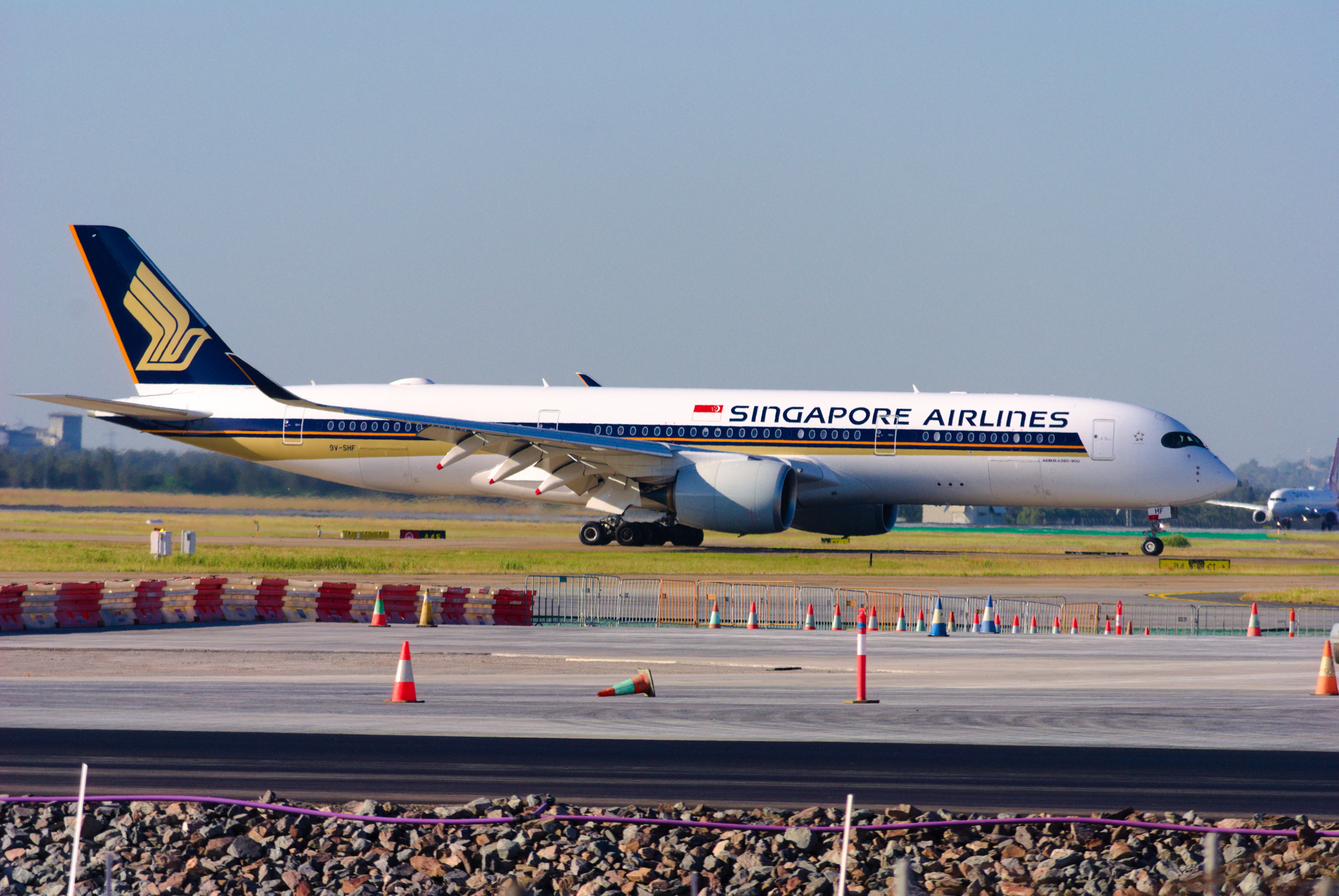
Самолёт авиакомпании Singapore Airlines
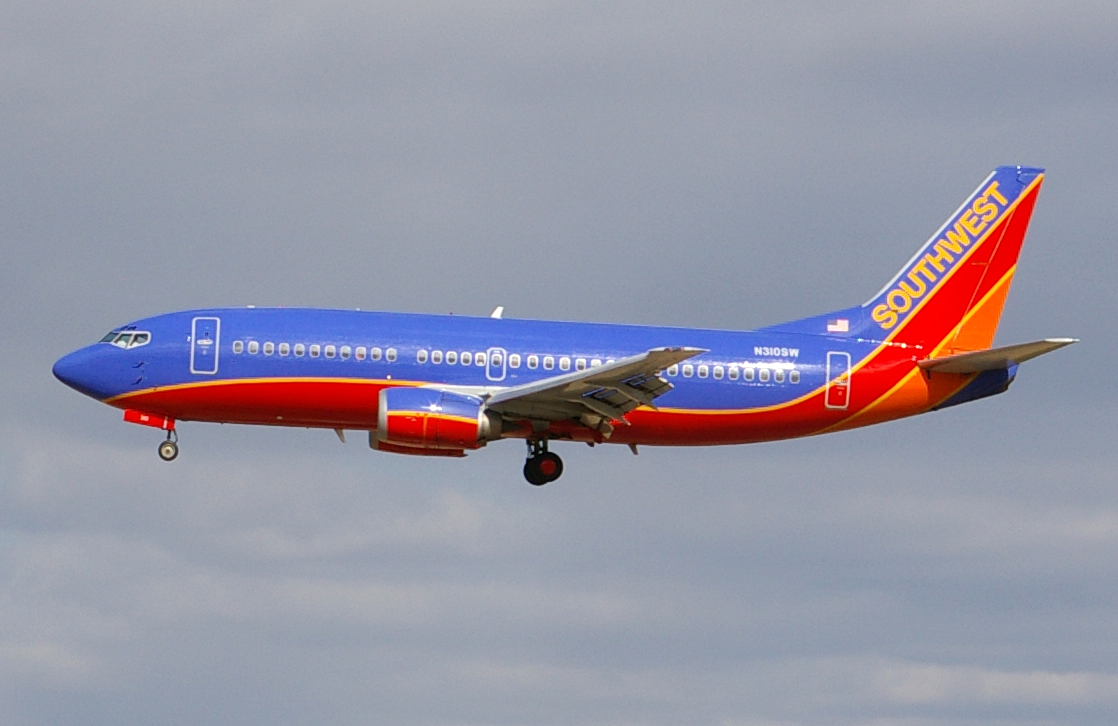
Самолёт авиакомпании Southwest Airlines
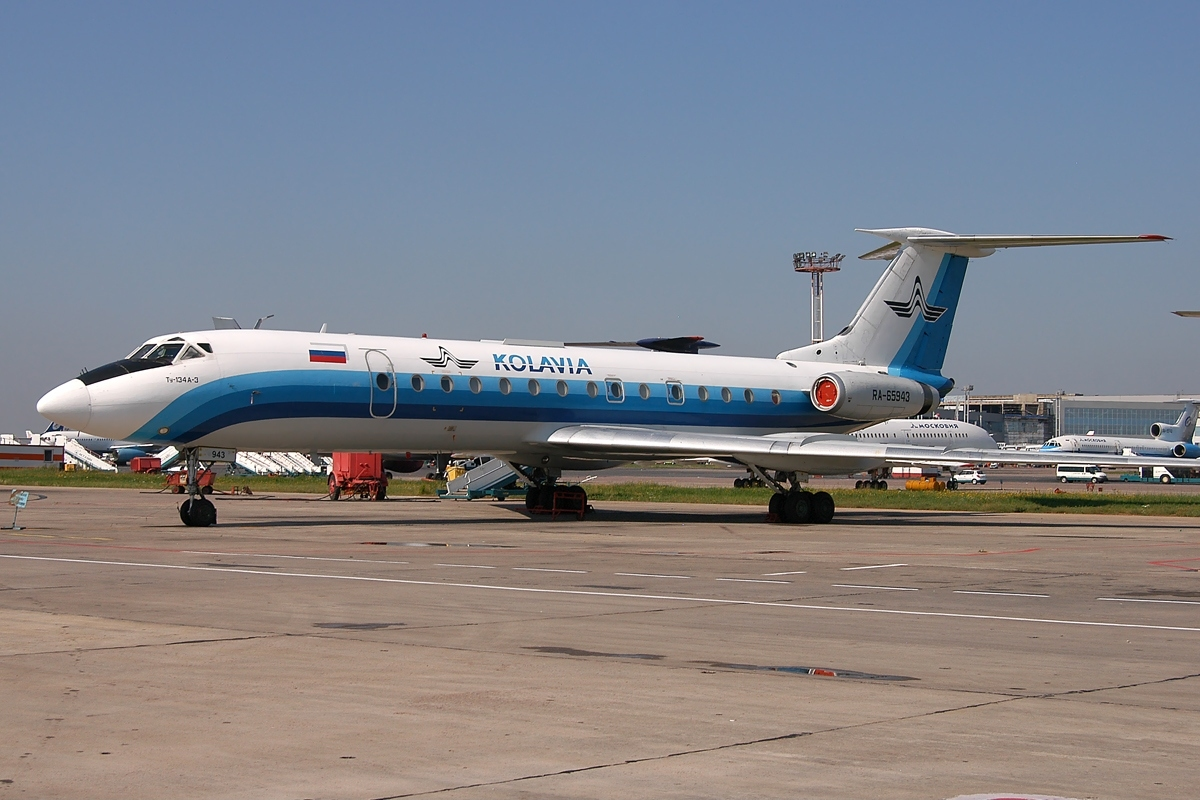
Самолёт авиакомпании Когалымавиа
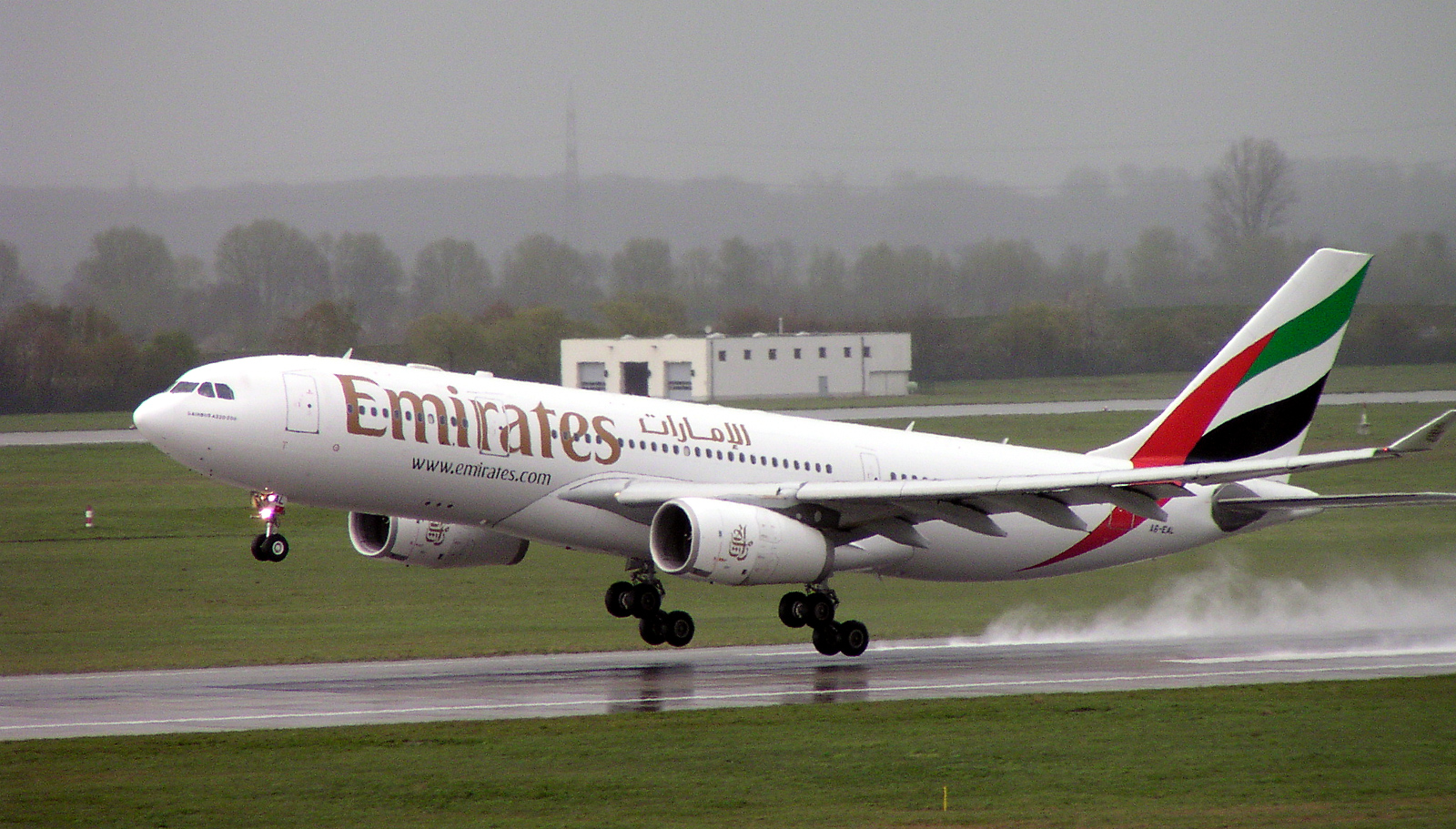
Самолёт Emirates
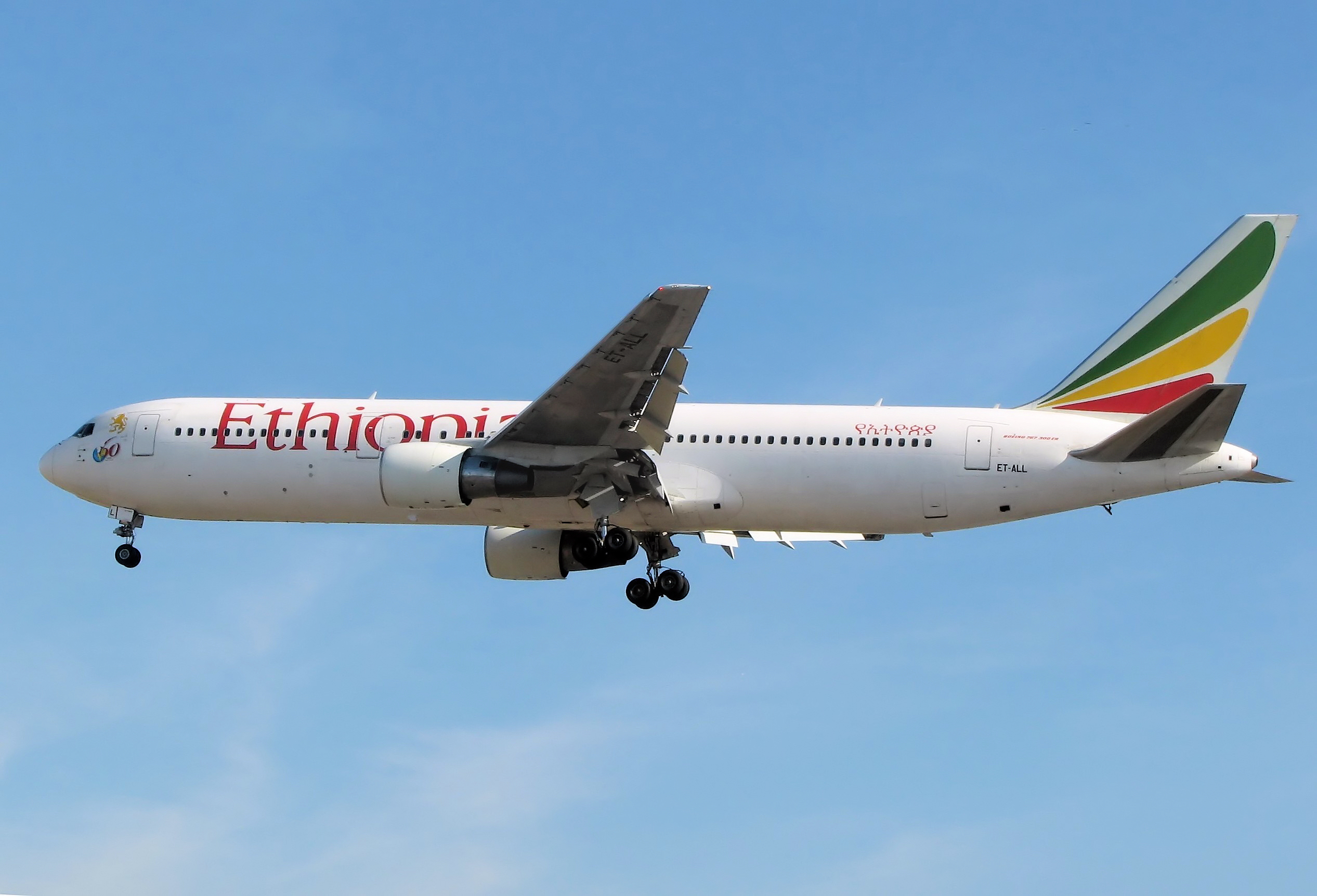
Самолёт авиакомпании Ethiopian Airlines
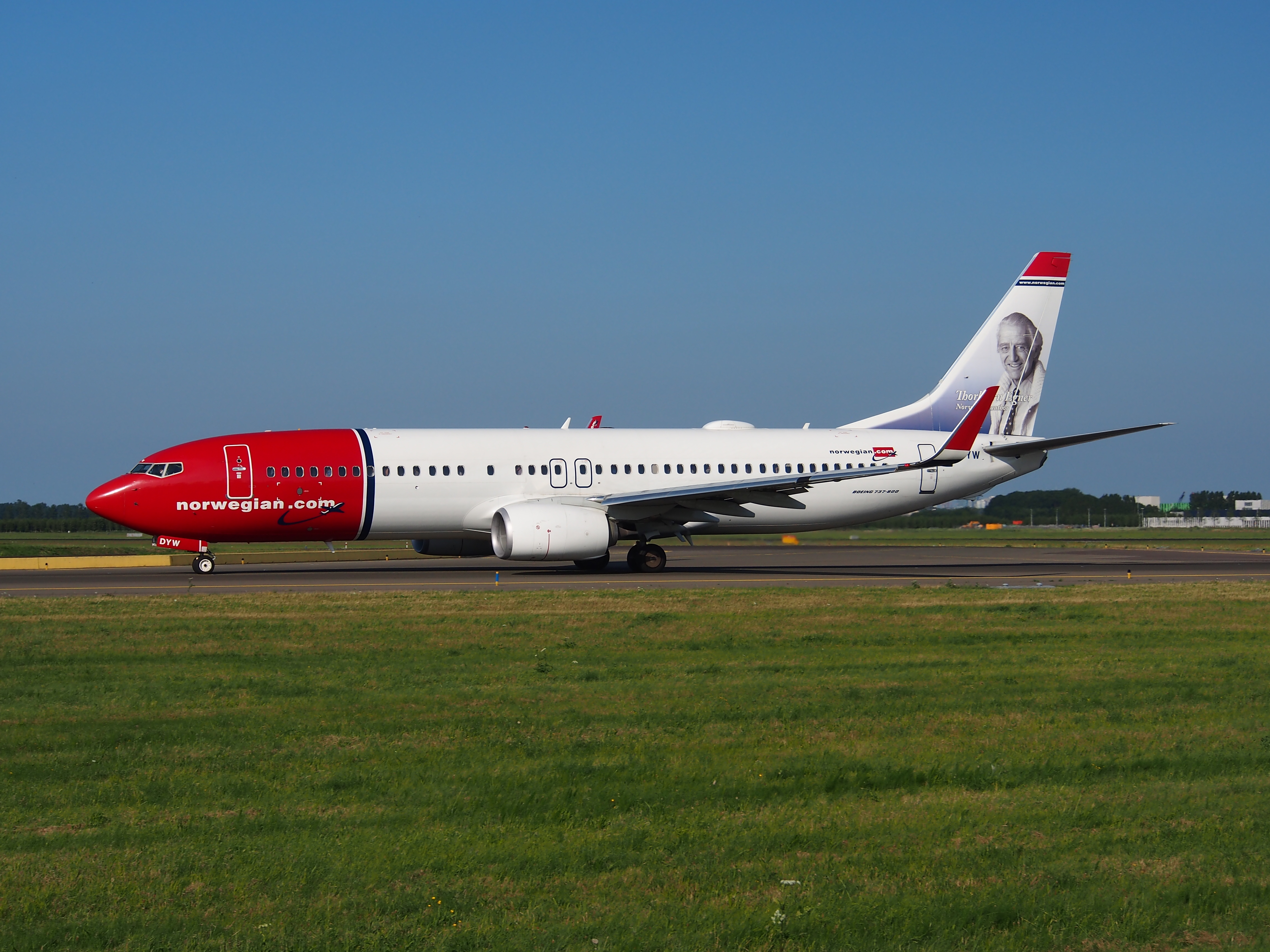
Самолёт авиакомпании Norwegian Air Shuttle

### Название авиакомпании вместо раскраски

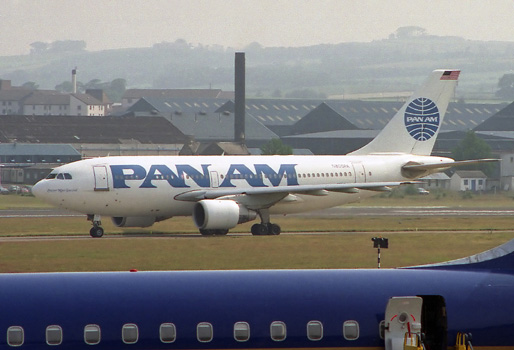
Clipper Miles Standish (N805PA) в июле 1989 г., Airbus A310 с названием авиакомпании

С появлением широкофюзеляжных самолётов появилась новая форма раскраски, представляющая собой название авиакомпании, написанное большими буквами и становящееся основным элементом раскраски. Вместо продольной линии, традиционно разделявшей фюзеляж по горизонтали на уровне иллюминаторов, в таком варианте раскраски буквы растянуты по всему борту. Первыми такой варианта раскраски использовали Union de Transports Aériens (UTA) и Pan Am. Другими известными авиакомпаниями, отказавшимися от традиционной горизонтальной полосы, стали Hughes Airwest, Braniff на своих 747SP, Muse Air на своих самолётах McDonnell Douglas и Frontier Airlines на своих самолётах Airbus.

### Полированный металл

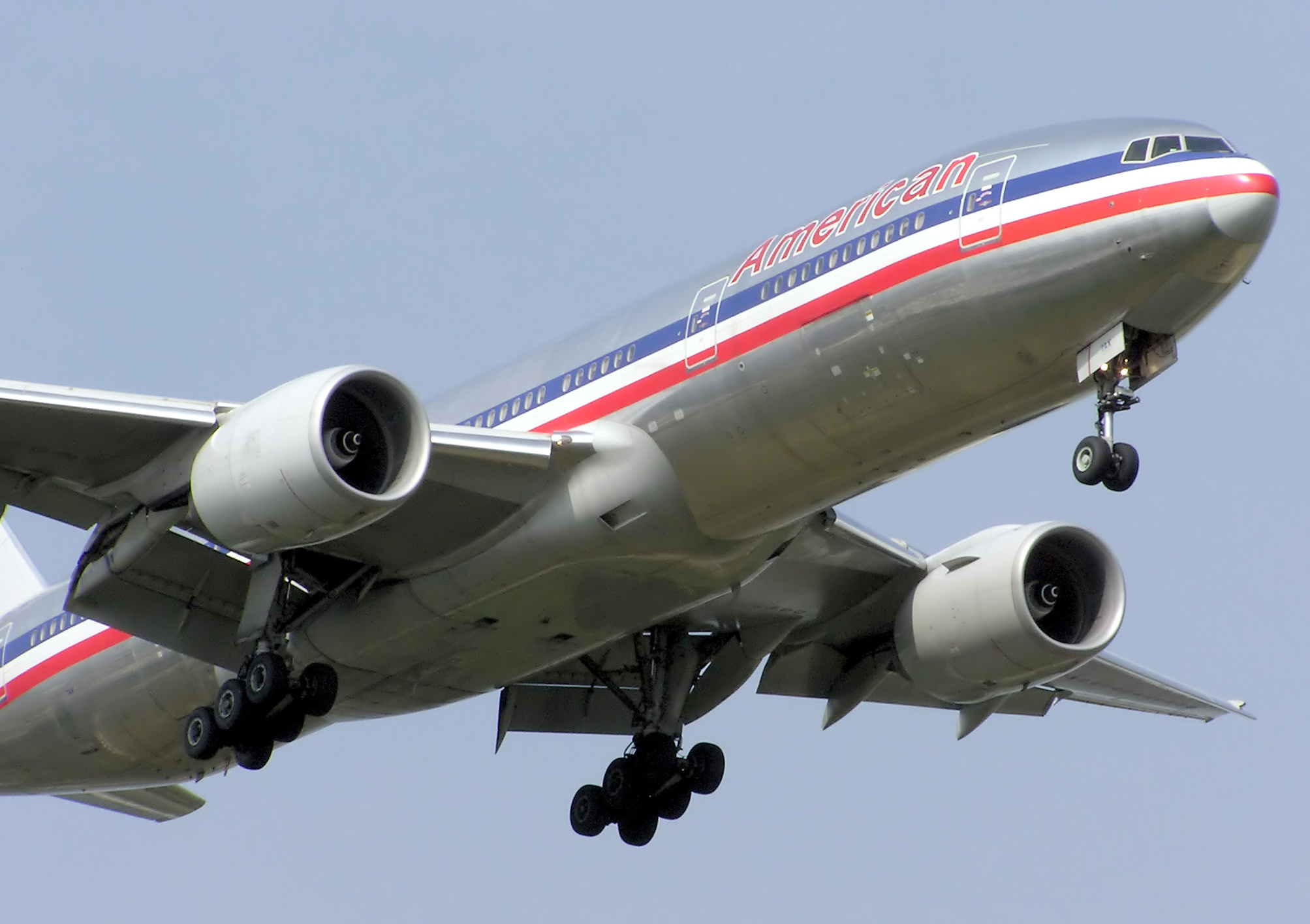
Самолёт авиакомпании American Airlines в старой раскраске с полированным фюзеляжем

На заре авиации этот вариант оформления самолёта был очень популярен, однако к началу XXI века такую схему раскраски сохранила только авиакомпания American Airlines. Самолёты авиакомпании полировались на заводе-производителе и покрывались прозрачным лаком вместо краски. На фюзеляж ставился штамп «polished» («полированный»). Несмотря на отсутствие фазы покраски в технологическом процессе сборки такого самолёта, экономии этот метод не приносит, поскольку полировка обходится дороже, чем покраска. В 2012 году American Airlines полностью сменили цветовое оформление своих самолётов.

### Частные и корпоративные самолёты
Как правило, частные и корпоративные самолёты имеют относительно простую раскраску — общий белый или серый фон с несколькими полосами. Отчасти это связано с высокой стоимостью перекраски самолёта, отчасти — с желанием не привлекать к себе внимания и не выделять самолёт из подобных. Одним из редчайших исключений является Boeing 737, принадлежащий российскому бизнесмену Рустаму Тарико. Самолёт украшен сложной росписью и несёт на хвосте торговую марку принадлежащей бизнесмену компании.

## Прочие

### Камуфляж
Целевая окраска военных летательных аппаратов, призванная уменьшить визуальную заметность на земле и в воздухе. Начала практиковаться ещё в годы 1-й мировой войны, но развитие получила перед Второй мировой войной.
Стандартной окраской военных самолётов тех лет был голубой низ фюзеляжа и плоскостей и зелёная окраска сверху и с боков. В зимнее время иногда практиковалась окраска белилами — в белый цвет. В дальнейшем самолёты, как и другую военную технику, стали окрашивать цветными разводами — оттенки зелёного, коричневого, жёлтого, что ещё более уменьшало заметность на фоне земли. Путём многочисленных «проб и ошибок», постепенно всё же пришли к выводу, что для боевых самолётов оптимальной является окраска в матовый светло-серый однотонный цвет.
Вызывающе яркий, многоцветный «цифровой» камуфляж является демонстрационным, так как никакого реального маскирующего эффекта он не даёт.
Интересный факт. Стандартный трёхцветный камуфляж самолётов Су-27 предусматривал окраску корпуса планера оттенками голубого цвета — светло-голубой, серо-голубой и голубой. Ввиду бедственного в финансовом плане положения Министерства обороны РФ в 90-х годах лакокрасочное покрытие самолётов постепенно истиралось, обнажая пятна светло-зелёной грунтовки на дюрале обшивки, но, по мнению авиационных специалистов, такие «облезлые» самолёты были ещё менее заметны, нежели самолёты с хорошим покрытием.

### Правительственные самолёты

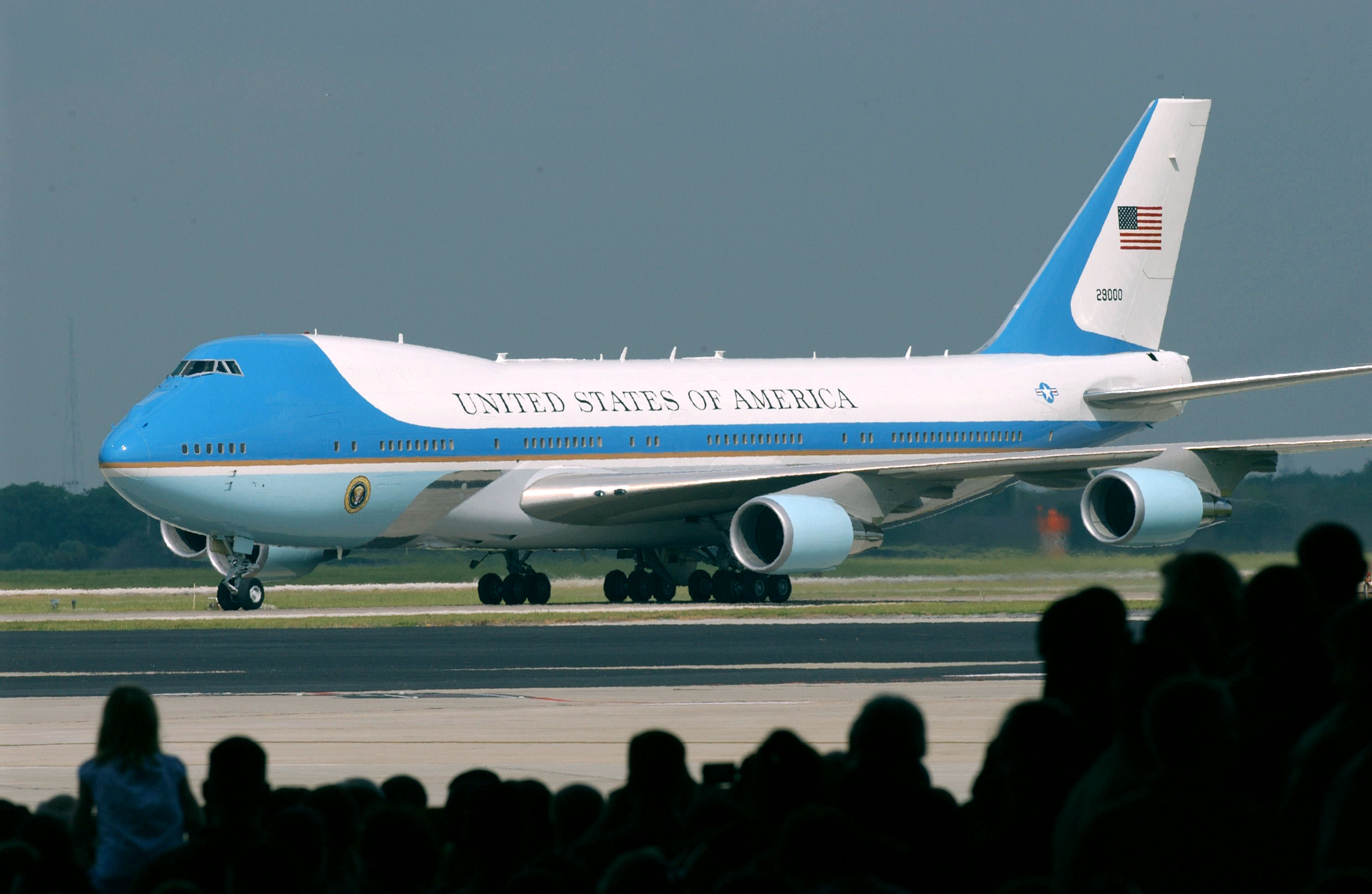
Boeing VC-25 в раскраске Air Force One

Авиационный транспорт глав государств и правительств зачастую окрашивается в уникальные цветовые схемы. Иногда к созданию цветовой схемы привлекаются известные дизайнеры. Так, дизайн вертикального стабилизатора американского президентского самолёта был разработан известным промышленным дизайнером Раймондом Лоуи.

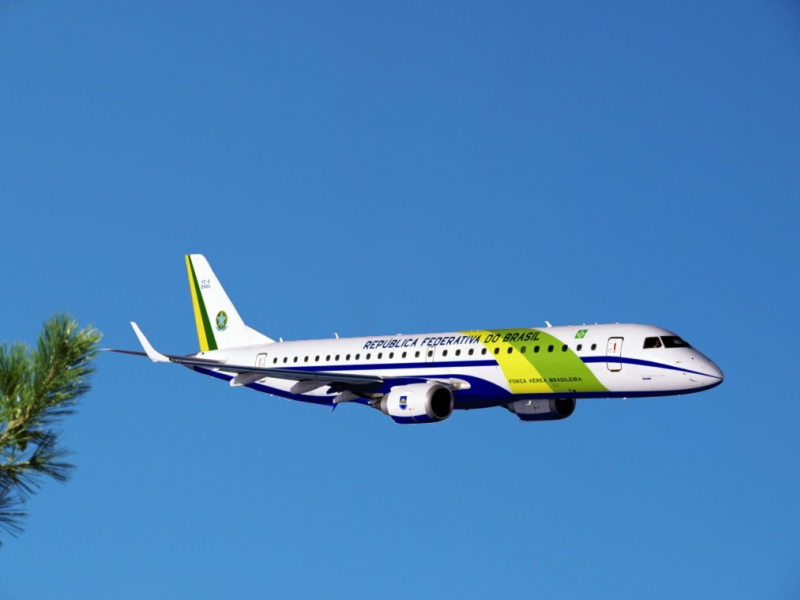
Самолёт президента Бразилии

Самолёты, используемые для перевозки глав государств и правительств, обычно раскрашивают в национальные цвета страны или конкретного правительства. В большинстве случаев важной частью раскраски является флаг, герб или иные символы государственной власти.

### Авиационные альянсы
Все авиационные альянсы требуют от своих членов перекрасить несколько самолётов в цвета альянса. Как правило, для этого выбираются самолёты, выполняющие самые продолжительные рейсы.

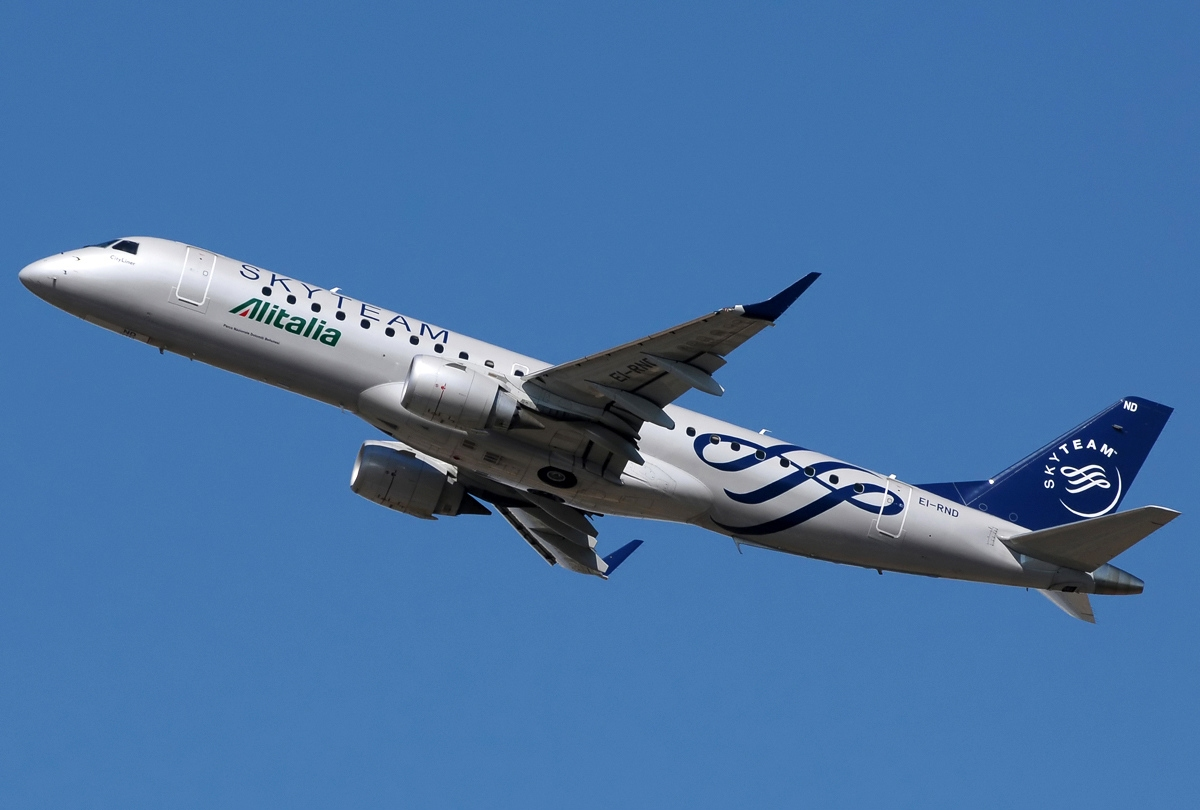
Самолёт в раскраске альянса SkyTeam

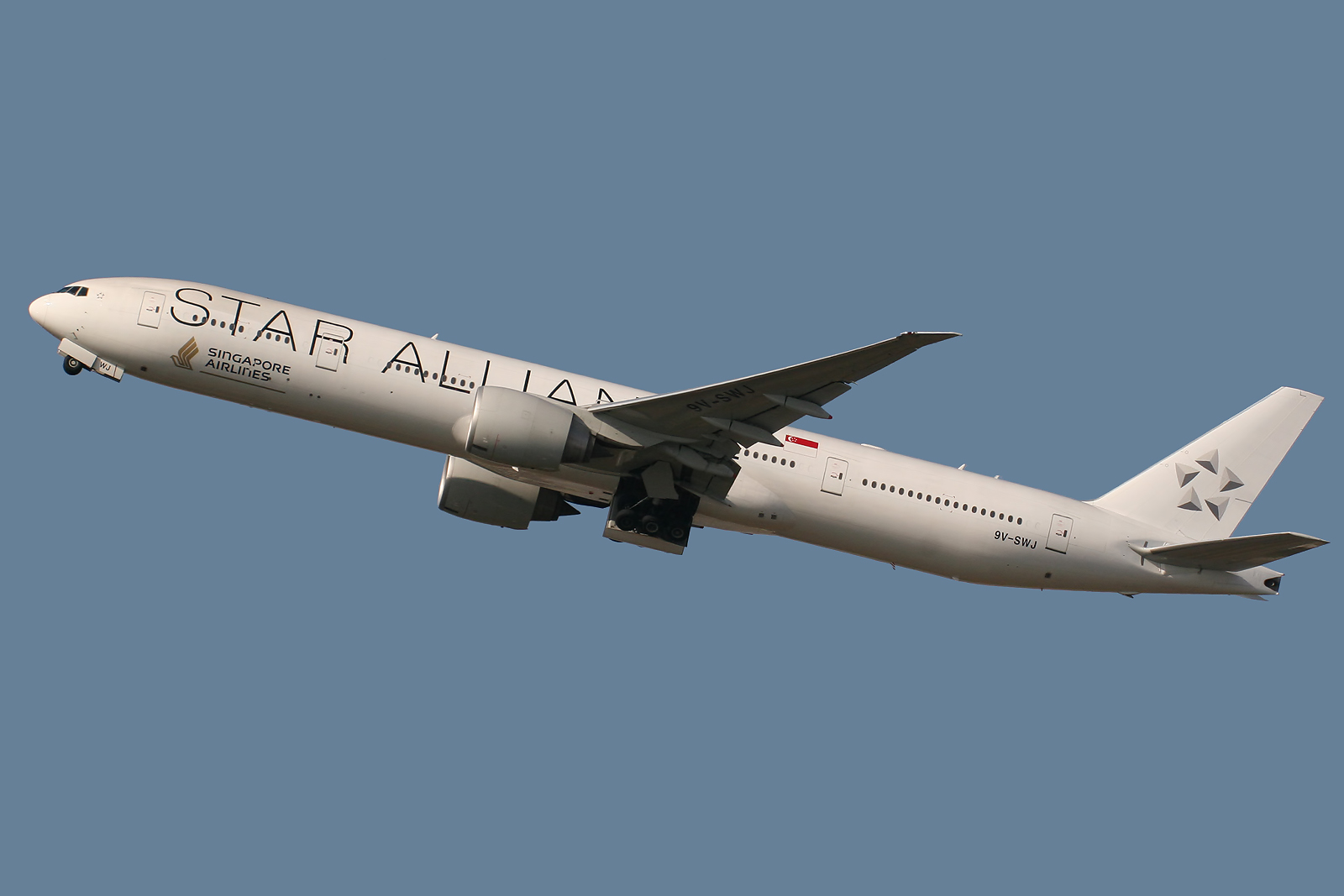
Самолёт в раскраске Star Alliance

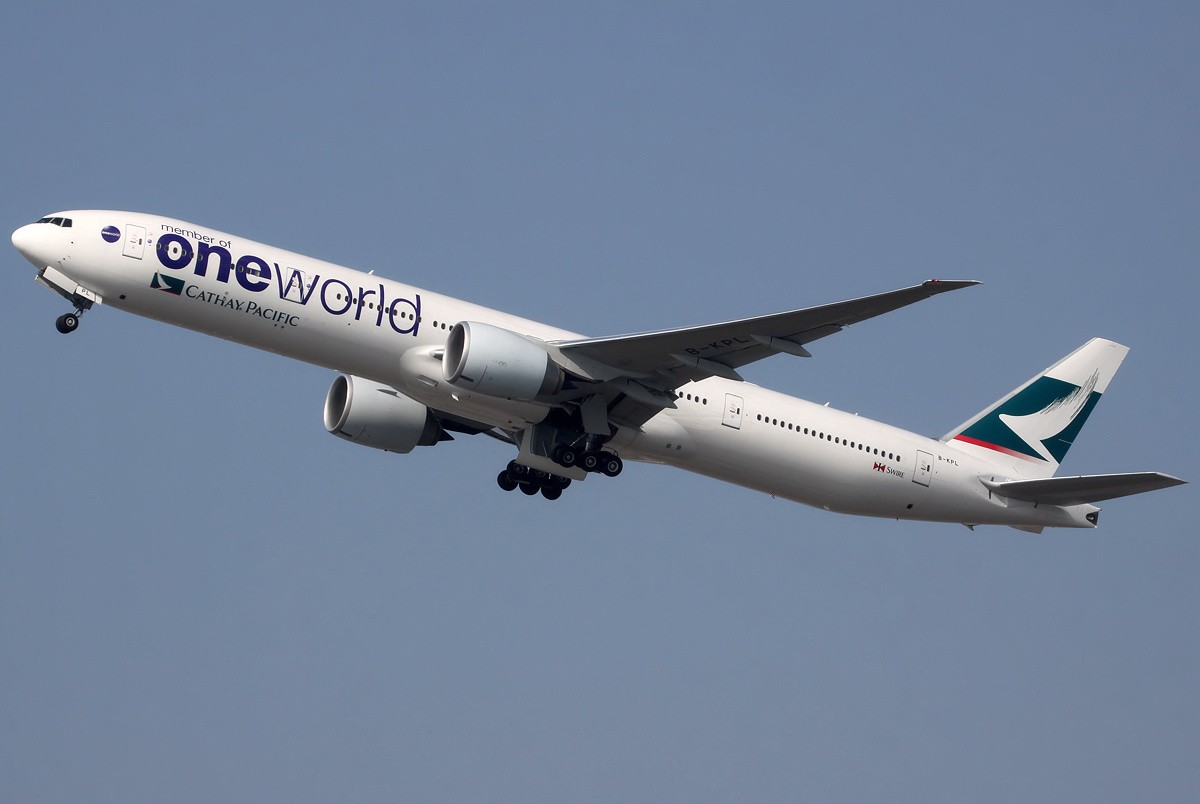
Самолёт в раскраске Oneworld

При этом в альянсе oneworld самолёты, несущие раскраску альянса, сохраняют раскраску перевозчика на хвосте. Ранее альянс SkyTeam применял различную раскраску хвостов для постоянных и ассоциированных членов, однако в 2010 году раскраска стала одинаковой для всех авиакомпаний, состоящих в альянсе.

## Юридическая сторона
Для западной техники, находящейся в юрисдикции EASA, разработкой цветовых схем, а также необходимой документации занимаются дизайн-организации (DOA — Design Organisation Approval), имеющие сертификат EASA Part 21 Subpart J.

## Нанесение схем
В авиации распространено нанесение как эмалями, так и наклейками. Известные организации, специализирующиеся на покраске самолётов:
- Air Livery Ltd
- MAAS Aviation
- Eirtech Aviation
- Спектр-Авиа
- Казахстанская авиационная индустрия

## Фильмы и мультфильмы

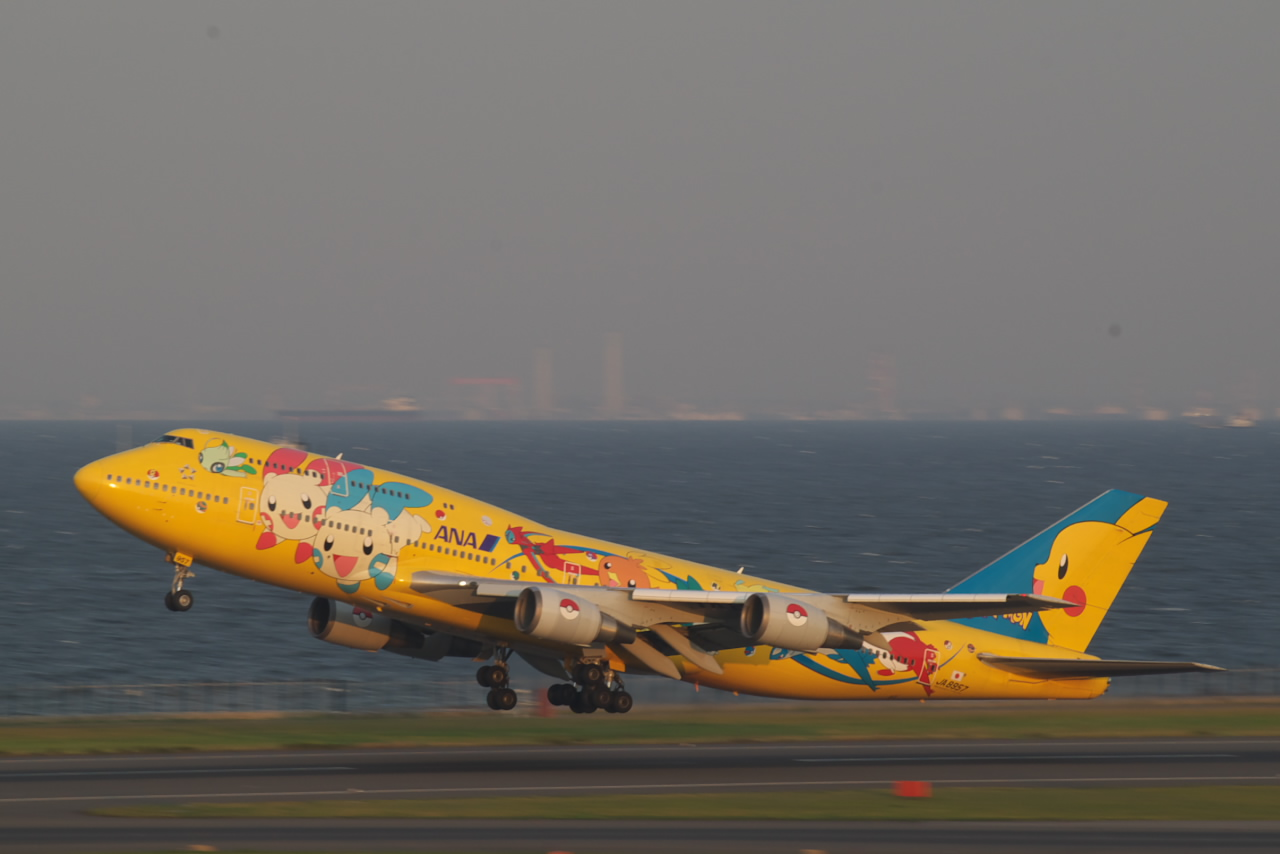
Самолёт авиакомпании ANA с изображением покемонов

Некоторые авиакомпании применяют схемы раскраски, предваряющие премьеру фильма/мультфильма или поддерживающие его прокат. Так, авиакомпания All Nippon Airways много лет использовала тему мультфильма Покемон. Авиакомпания Air New Zealand в 2010-х годах использовала в раскраске некоторых своих самолётов тему фильма Властелин колец, снимавшегося в Новой Зеландии.